# Norrskedika gruvor

Norrskedika gruvor, även Skedicka gruvor, är ett gruvområde i Norrskedika i Uppland. Norrskedika gruvor bestod av Skedickagruvan (inmutad 1864), Granfjärdsgruvan (inmutad 1865), Grindgruvan och Fältgruvan (båda inmutade 1866 av Ljusne-Woxna). Norrskedika gruvor var en av de större järnmalmsfyndigheterna i Uppland och under den tid som gruvorna drevs, 1866-1907, producerade man 146 775 ton malm. Gruvarbetet var riskfyllt eftersom berget var skört och ras var vanliga. Det största raset inträffade 1875, samma år som Ljusne-Woxna blev ägare till hela gruvområdet. Då var verksamheten som mest omfattande och antalet gruvarbetare uppgick till 67 st. Under gruvornas drifttid inträffade bara en dödsolycka, dock ej till följd av ett ras. 1905 slutade man bryta i de djupare delarna och 1907 lades så den underjordiska verksamheten ned helt. Mellan 1907 och 1913 utvann man malm ur varphögarna med hjälp av sintring. 